# Krasavce
Krasavce jsou malá vesnice, část obce Dolní Lukavice v okrese Plzeň-jih v Plzeňském kraji. Nachází se asi dva kilometry východně od Dolních Lukavic a pět kilometrů severovýchodně od Přeštic. Je zde evidováno 45 adres. Trvale zde žije 88 obyvatel.
Krasavce jsou také název katastrálního území o rozloze 3,48 km². Historické názvy: Krazzawce, Krašovice, Krašavce.

## Historie
První písemná zmínka o vesnici pochází z roku 1239. Původně patřila k přeštickému statku Svatobora. Po jeho smrti připadl celý jeho satek královské komoře, od níž ji v roce 1239 koupil kladrubský opat Rainer. Další zprávy o obci jsou z roku 1545, kdy je zmiňován Humprecht Markvart z Hrádku. Do roku 1578 patřila ves pánům Švihovským z Rýzmberka. V roce 1578 ji Michal Španovský z Lisova prodal Jáchymovi Ladislavovi Loubskému z Lub, kterému byl v roce 1623 při českém stavovském povstání zkonfiskována a poté znovu prodána. Od té doby byla obec připojena k dolnolukavickému statku.
V roce 1868 objevil Václav Beran při orání pole u silnice vedoucí k Vodokrtům kosterní pozůstatky. Archeologický průzkum objevil 20 hrobů se zdobenými nádobkami ze zčernalé hlíny a několik šperků z tenkého drátu.

## Obyvatelstvo
| Rok            | 1869 | 1880 | 1890 | 1900 | 1910 | 1921 | 1930 | 1950 | 1961 | 1970 | 1980 | 1991 | 2001 | 2011 | 2021 |
| -------------- | ---- | ---- | ---- | ---- | ---- | ---- | ---- | ---- | ---- | ---- | ---- | ---- | ---- | ---- | ---- |
| Počet obyvatel | 185  | 190  | 160  | 195  | 199  | 201  | 168  | 120  | 109  | 103  | 78   | 64   | 67   | 69   | 88   |
| Počet domů     | 31   | 33   | 33   | 29   | 30   | 31   | 30   | 32   | 32   | 30   | 25   | 30   | 32   | 36   | 39   |

## Obecní správa
Při sčítání lidu v letech 1850–1963 Krasavce byly samostatnou obcí v okrese Přeštice. Od roku 1964 jsou částí obce Dolní Lukavice v okrese Plzeň-jih.